# Enea Vico

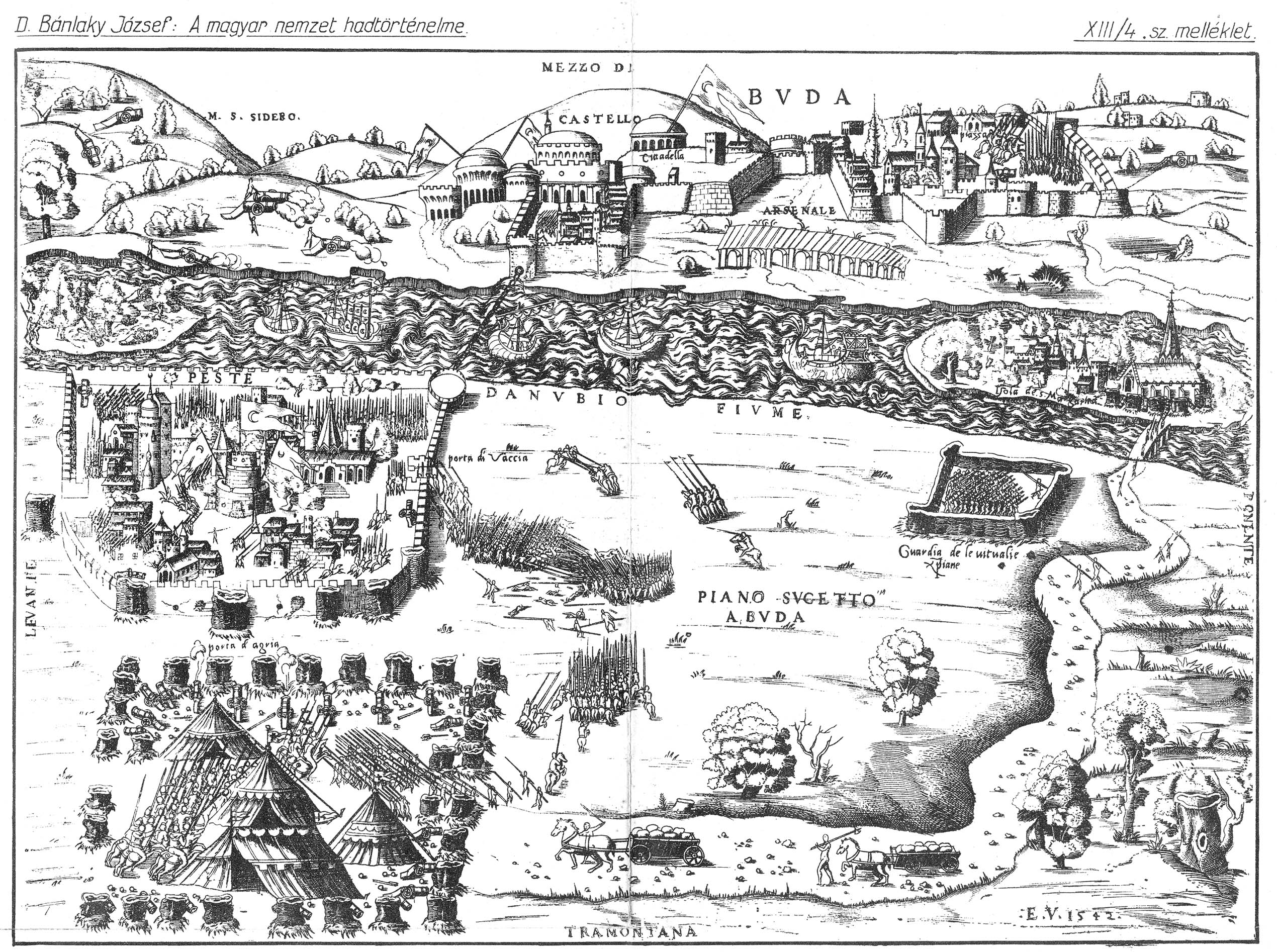
Belagerung von Pest und Buda (Enea Vico), 1542

Enea Vico (* 29. Januar 1523 in Parma, Italien; † 18. August 1567 in Ferrara, Italien) war ein italienischer Kupferstecher und Autor.

## Leben
Vico entstammte einer Adelsfamilie. Seine Mutter starb bei seiner Geburt und sein Vater, als er zwei Jahre alt war. Er begann seine Berufslaufbahn in Parma und Rom. In den Jahren 1541 bis 1542 führte er für die Rechnung von Tommaso Barlachi 24 Blätter mit Grotesken aus. Er entwickelte seinen Stil nach Marcantonio Raimondi und war zu seinen Lebzeiten der berühmteste Kupferstecher Italiens.
Aus dem Jahr 1543 ist von Vico eine Folge von Stichen antiker Vasen bekannt, die heute das Herzog Anton Ulrich-Museum in Braunschweig besitzt. Danach ging er nach Florenz, wo er Stiche des Großherzogs der Toskana, Cosimo I. de’ Medici nach einem Gemälde von Michelangelo anfertigte. 1550 hielt er sich in Augsburg auf und veröffentlichte im folgenden Jahr und 1557 zwei Bände mit Stichen über die Frauen von Augsburg, die Donne Auguste. In den Jahren 1555 bis 1557 stach er in Parma eine Anzahl antiker Medaillen für sein 1558 erschienenes Buch zum Thema. Nach einem Aufenthalt in Venedig ging er an den Hof von Ferrara zu Alfonso II. d’Este. Dort fertigte er bis zu seinem Tode im Herzogspalast von Ferrara circa 500 weitere Stiche.
Vico war Mitglied der venezianischen Accademia dei Pellegrini.

## Veröffentlichungen
- mit Antonio Zantani: Le immagini degli imperatori, 1548.
- Donne Auguste, 1550/1551.
- Immagini delle Donne Auguste, 1557.
- Discorsi di M. Enea Vico Parmigiano sopra le medaglie degli antichi, 1558.
- Tavola Isiaca, 1559.
- Commentari alle antiche medaglie degli imperatori romani, 1560.